# Madraza Bou Inania (Mequinez)
La Madraza Bou Inania (en árabe: المدرسة البوعنانية, al-madrasa al-Būʿinānīya; en bereber: ⴰⵙⵉⵏⴰⵏ ⴱⵓ ⵉⵏⴰⵏⵉⵢⴰ) es una madraza histórica situada en la ciudad de Mequinez, Marruecos. Data del período meriní, aunque ha sido restaurado posteriormente.

## Historia
Al contrario de lo que su nombre podría sugerir, no fue fundada por el gobernante meriní Abu Inán Faris, sino por su padre Abu ul-Hasan ben Uthmán en 1335-36, como indican las inscripciones en la propia madraza. Lo más probable es que Abu Inán restaurara la madraza más tarde durante su propio reinado, lo que puede explicar su nombre actual. Aun así, la madraza era conocida originalmente como Madrasat al-Jadida ("Nueva Madrasa") y el nombre Bu Inaniya sólo es utilizado por fuentes históricas en una fecha mucho más posterior.  Hay una madraza con el mismo nombre en la ciudad de Fez, que fue construida íntegramente por Abu Inán.
La construcción de la madrasa fue supervisada por el cadí de la ciudad, Abdallah ibn Abi al-Ghamr. Era una de las varias madrazas de la zona que rodeaba la Gran Mezquita de Mequinez, la principal de la ciudad, donde también se impartían clases. Las otras dos madrazas principales, también construidas por Abu al-Hasan, fueron la Madrasa Shuhud y la Madrasat al-Qadi. Esta última fue remodelada posteriormente por el sultán Ismaíl (que gobernó entre 1672 y 1727), que lo dedicó a los estudiantes del Tafilalt. Al igual que estas otras madrazas, la madraza Bou Inania estaba dedicada a la enseñanza de las ciencias islámicas, pero también a proporcionar alojamiento a los estudiantes.

## Arquitectura

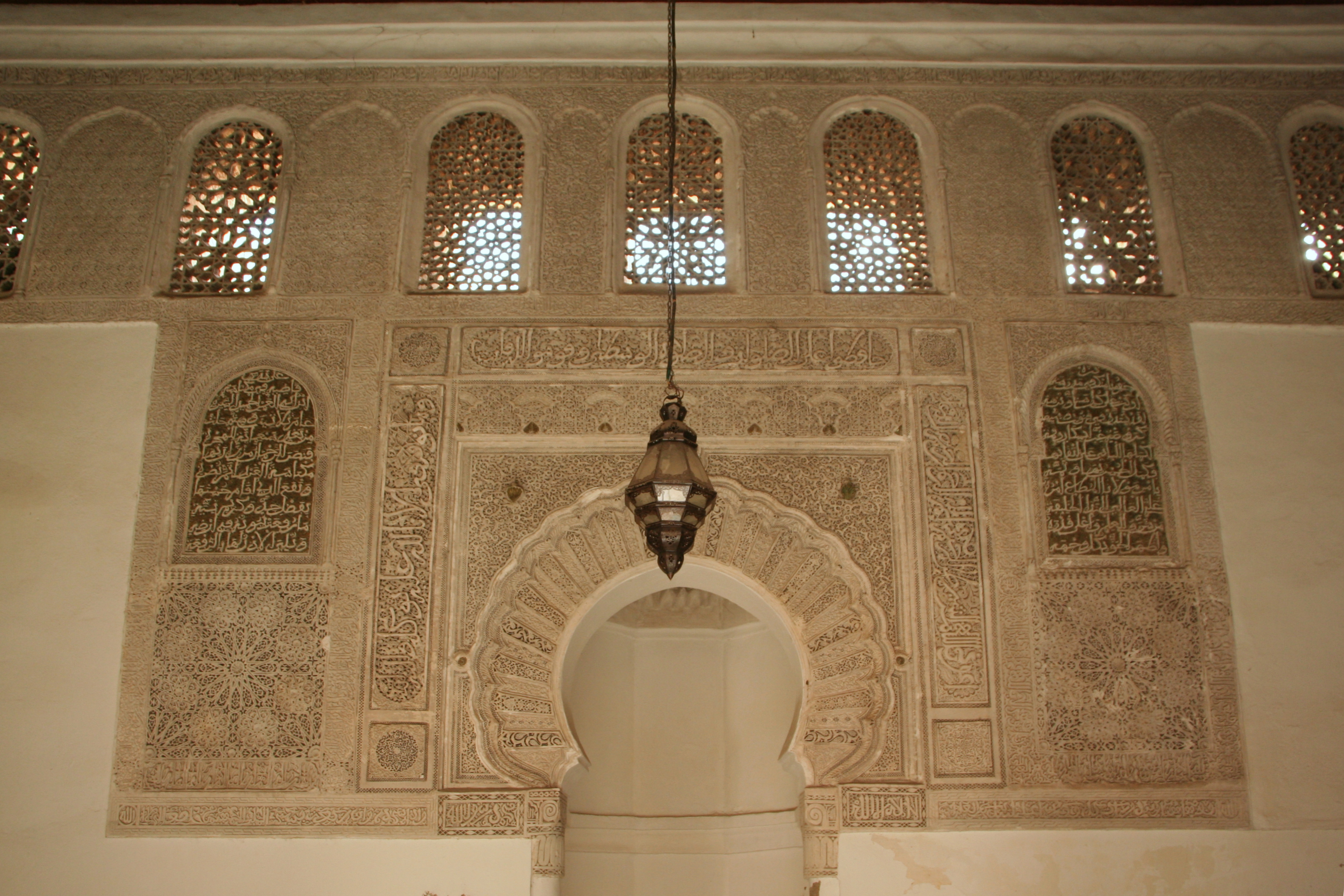
El mihrab en la sala de oración

La madrasa cubre un área de unos 315 metros cuadrados. Se accede desde la calle a través de un conjunto de puertas de madera con herrajes decorativos de cobre que dan paso a un largo vestíbulo. Al final de este pasaje se encuentra la entrada al patio principal de la madraza, por un lado, la entrada a la casa de abluciones de la madraza (para el lavado ritual) por el otro, y las escaleras que conducen al piso superior. La casa de abluciones (Dar al-Wudu) consta de otro patio rodeado de 22 vestuarios o letrinas y centrado alrededor de una gran pila de agua rectangular.

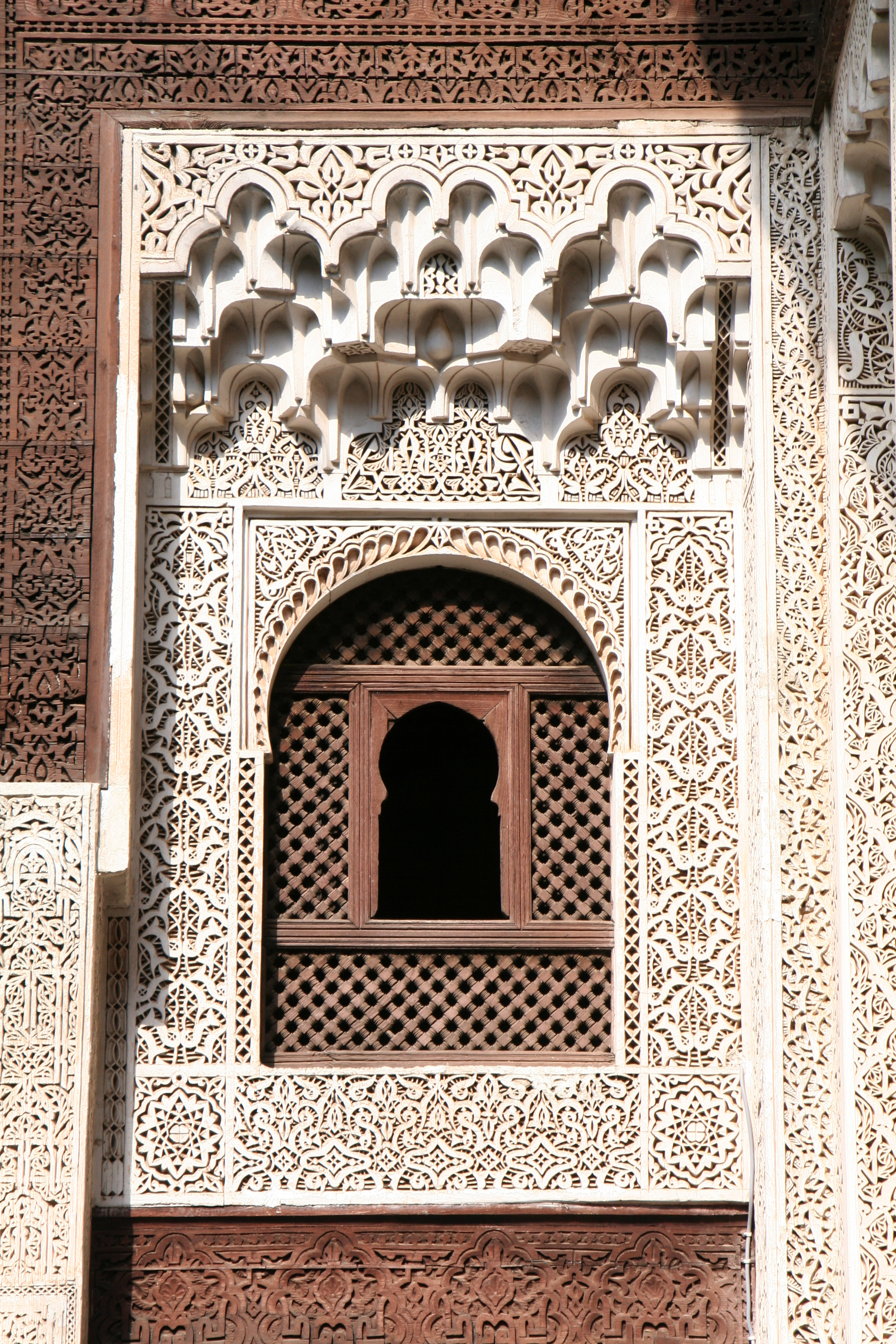
Detalles de la decoración en estuco y madera tallada alrededor del patio.

El patio principal de la madraza tiene una fuente de mármol en el medio y está rodeado de galerías a ambos lados. El patio está ricamente decorado, con el suelo y las paredes inferiores cubiertas con mosaicos zellige, y el resto de las paredes cubiertas con estuco tallado y madera tallada. Las galerías, protegidas por mamparas de madera mashrabiya, también dan acceso a las habitaciones privadas de los estudiantes en la planta baja, mientras que hay más habitaciones situadas en el piso superior alrededor del patio (muchas de ellas con ventanas al patio), para un total de 39 habitaciones para estudiantes (13 en la planta baja y 26 en el piso superior. En el lado sureste del patio hay una gran cámara, a la que se accede a través de un arco ornamentado con mocárabes, que servía como mezquita o sala de oración de la madraza. En medio de su pared sureste hay un mihrab (nicho que simboliza la alquibla o dirección de la oración) que está rodeado de una decoración de estuco intrincadamente tallada con motivos arabescos y geométricos, así como inscripciones árabes.
El erudito francés George Marçais, en su importante obra sobre la arquitectura islámica en la región, señaló que la madraza representaba una especie de transición arquitectónica entre las madrazas construidas por Abu al-Hasan y las construidas por su hijo Abu Inan.